# Ірмгард Зіккерт
Пані Ірмгард Зіккерт (нім. Irmgard Sickert; 2 листопада 1922 — 12 червня 2002) — німецький дипломат. Генеральний консул НДР в Києві (1966—1973).

## Життєпис
Батько пані Ірмгард Альфред Зіккерт — токар по професії, комуніст, брав участь в Громадянській війні в Іспанії, під час Другої світової війни був інтернований в Швейцарії. Пані Ірмгард з сім'єю в 1933 році емігрувала через Чехословаччину в СРСР. В Москві Ірмгард вчилася в німецькій школі імені К. Лібкнехта і з 1940 року навчалася в Московському державному інституті іноземних мов. З початком німецько-радянської війни була евакуйована в Караганду.
У 1947 році Ірмгард Зіккерт повернулася до Німеччини і вступила в СЄПН. Працювала редактором на лейпцизькому радіо і вивчала суспільні науки в Лейпцизькому університеті. У 1951 році вступила на дипломатичну службу НДР. Працювала в Міністерстві закордонних справ НДР і за кордоном. Керувала прес-відділом, відділом зарубіжної пропаганди, була прес-аташе посольства НДР в Чехословаччині і другим секретарем посольства НДР в Китаї. У 1960—1962 роках Зіккерт очолювала відділ Америки в МЗС НДР, в 1964 році виконувала обов'язки керівника відділу Далекого Сходу і працювала заступником цього відділу. У 1966—1973 роках служила генеральним консулом НДР в Києві і керувала робочою групою з парламентських і муніципальних зв'язків із зарубіжними країнами в МЗС НДР.

## Нагороди та відзнаки
- Орден «За заслуги перед Вітчизною» в сріблі — нагороджена двічі.
- Орден «Зірка дружби народів» в золоті